# Canton d'Attigny
Le canton d'Attigny est une circonscription électorale française située dans le département des Ardennes et la région Grand Est.
À la suite du redécoupage cantonal de 2014, les limites territoriales du canton sont remaniées. Le nombre de communes du canton passe de 13 à 79.

## Géographie
Ce canton est organisé autour d'Attigny dans l'arrondissement de Vouziers. Son altitude moyenne est de 106 m.

## Histoire
Par décret du 21 février 2014, le nombre de cantons du département est divisé par deux, avec mise en application aux élections départementales de mars 2015. Le canton d'Attigny est conservé et s'agrandit. Il passe de 13 à 81 communes.

## Représentation

### Conseillers généraux de 1833 à 2015
| Période                                  | Période          | Identité                            | Étiquette               | Qualité |
| ---------------------------------------- | ---------------- | ----------------------------------- | ----------------------- | --- |
| 1833                                     | 1841             | Louis Bonaventure Henrat            |                         | Avoué, notaire, propriétaire, ancien maire d'Attigny |
| 1841                                     | 1855             | Guillaume René Grosyeux-Flamanville |                         | Notaire, maire d'Attigny |
| 1855                                     | 1871             | André Jean-Baptiste Desmonts-Doyen  |                         | Juge de paix à Attigny, conseiller d'arrondissement |
| 1871                                     | 1878 (décès)     | Pierre Lesure (1817-1878)           | Droite                  | Docteur en médecine, maire et médecin d'Attigny, juge de Paix |
| 1878                                     | 1885 (décès)     | Maurice Alfred Lesure (1832-1885)   | Droite                  | Docteur en médecine à Attigny |
| 1885                                     | 1891 (démission) | Jules Massé                         |                         | Agriculteur à Chuffilly, juge de paix du canton d'Attigny, conseiller d'arrondissement                                                                                |
| 1891                                     | 1898             | Louis Tirman                        | Gauche républicaine     | Propriétaire à Saint-Lambert-et-Mont-de-Jeux Préfet des Ardennes en 1870 Sénateur (1892-1899) Président du Conseil général Ancien Gouverneur de l'Algérie (1881-1890) |
| 1898                                     | 1904             | Charles Goutant                     | Rad.                    | Architecte Conseiller municipal de Mézières Président du Conseil général (1901-1904) Sénateur (1898-1906)                                                             |
| 1904                                     | 1934             | Henri Beaudier                      | RG                      | Médecin, conseiller municipal d'Attigny |
| 1934                                     | 1940             | Lucien Flambert                     | RG                      | Conseiller municipal d'Attigny Nommé conseiller départemental en 1943                                                                                                 |
|                                          |                  |                                     |                         | |
| 1945                                     | 1976             | Marcel Simon                        | SFIO puis PS            | Directeur d'école Conseiller municipal de Charbogne |
| 1976                                     | 2001             | Marie-Noëlle Gentil                 | DVD soutenue par le RPR | Maire de Rilly-sur-Aisne Vice-présidente du Conseil général |
| 2001                                     | 2015             | Noël Bourgeois                      | DVD puis UMP            | Maire d'Attigny Vice-président du Conseil général |
| Les données manquantes sont à compléter. |                  |                                     |                         | |

### Conseillers d'arrondissement
| Période | Période          | Identité                           | Étiquette | Qualité |
| ------- | ---------------- | ---------------------------------- | --------- | --- |
| 1833    | 1855             | André Jean-Baptiste Desmonts-Doyen |           | Propriétaire à Attigny                                                                                       |
| 1855    | 1870             | Nicolas Alexandre Henrat           |           | Notaire, maire d'Attigny                                                                                     |
| 1870    | 1878             | Alfred Lesure (1832-1885)          |           | Docteur en médecine à Attigny                                                                                |
| 1878    | 1885 (démission) | Jules Massé                        |           | Cultivateur à Chuffilly                                                                                      |
| 1885    | 1891             | Jean Emile Villet                  |           | Maire d'Attigny                                                                                              |
| 1891    | 1901             | Louis Denis Hubert Coutier         |           | Vétérinaire à Attigny                                                                                        |
| 1901    | 1907             | Louis Vigreux                      |           | Négociant à Charbogne                                                                                        |
| 1907    | 1919             | Eugène Massé                       |           | Agriculteur à Chuffilly                                                                                      |
| 1919    | 1931             | Louis Coutier                      |           | Vétérinaire, maire d'Attigny                                                                                 |
| 1931    | 1940             | Émile Pérot                        | Radical   | Agriculteur, maire d'Attigny                                                                                 |
| 1940    |                  |                                    |           | Les conseils d'arrondissement ont été suspendus par la loi du 12 octobre 1940 et n'ont jamais été réactivés. |

### Conseillers départementaux à partir de 2015
| Période élective | Période élective | Mandat | Mandat   | Identité          | Nuance | Nuance | Qualité |
| ---------------- | ---------------- | ------ | -------- | ----------------- | ------ | ------ | --- |
| 2015             | 2021             | 2015   | 2021     | Dominique Arnould |        | DVD    | Exploitante agricole et hébergeur touristique Conseillère municipale et adjointe au maire de Grandpré Ancienne conseillère générale du Canton de Grandpré |
| 2015             | 2021             | 2015   | 2021     | Noël Bourgeois    |        | LR     | Ancien maire d'Attigny, conseiller municipal Président du Conseil départemental depuis octobre 2017                                                       |
| 2021             | 2028             | 2021   | en cours | Dominique Arnould |        | DVD    | Conseillère sortante |
| 2021             | 2028             | 2021   | en cours | Noël Bourgeois    |        | LR     | Conseiller sortant Président du conseil départemental |

#### Élections de mars 2015
À l'issue du premier tour des élections départementales de 2015, trois binômes sont en ballottage : Dominique Arnould et Noël Bourgeois (DVD, 36,41 %), Eric Dureux et Elodie Lacroix (FN, 29,92 %) et Soiny Decloux et Dominique Guerin (DVD, 24,35 %). Le taux de participation est de 60,11 % (5 904 votants sur 9 822 inscrits) contre 48,72 % au niveau départemental et 50,17 % au niveau national.
Au second tour, Dominique Arnould et Noël Bourgeois (DVD) sont élus avec 59,08 % des suffrages exprimés et un taux de participation de 59,02 % (3 054 voix pour 5 800 votants et 9 828 inscrits).

#### Élections de juin 2021
Le premier tour des élections départementales de 2021 est marqué par un très faible taux de participation (33,26 % au niveau national). Dans le canton d'Attigny, ce taux de participation est de 43,97 % (4 070 votants sur 9 256 inscrits) contre 31,87 % au niveau départemental. À l'issue de ce premier tour,  le binôme constitué de Dominique Arnould et Noël Bourgeois (Union à droite, 63,58 %), est élu avec 63,58 % des suffrages exprimés.

## Composition

### Composition avant 2015

Situation du canton d'Attigny dans l'arrondissement de Vouziers avant 2015.

Le canton d'Attigny regroupait treize communes.
| Nom                           | Code Insee | Codepostal | Superficie (km2) | Population (dernière pop. légale) | Densité (hab./km2) |
| ----------------------------- | ---------- | ---------- | ---------------- | --------------------------------- | ------------------ |
| Attigny (chef-lieu)           | 08025      | 08130      | 11,46            | 1 240 (2012)                      | 108                |
| Alland'Huy-et-Sausseuil       | 08006      | 08130      | 8,71             | 262 (2012)                        | 30                 |
| Charbogne                     | 08103      | 08130      | 9,06             | 208 (2012)                        | 23                 |
| Chuffilly-Roche               | 08123      | 08130      | 7,67             | 88 (2012)                         | 11                 |
| Coulommes-et-Marqueny         | 08134      | 08130      | 11,99            | 92 (2012)                         | 7,7                |
| Givry                         | 08193      | 08130      | 11,93            | 261 (2012)                        | 22                 |
| Rilly-sur-Aisne               | 08364      | 08130      | 3,44             | 108 (2012)                        | 31                 |
| Saint-Lambert-et-Mont-de-Jeux | 08384      | 08130      | 10,74            | 152 (2012)                        | 14                 |
| Sainte-Vaubourg               | 08398      | 08130      | 6,91             | 88 (2012)                         | 13                 |
| Saulces-Champenoises          | 08401      | 08130      | 22,64            | 211 (2012)                        | 9,3                |
| Semuy                         | 08411      | 08130      | 3,97             | 84 (2012)                         | 21                 |
| Vaux-Champagne                | 08462      | 08130      | 10,78            | 131 (2012)                        | 12                 |
| Voncq                         | 08489      | 08400      | 19,87            | 223 (2012)                        | 11                 |

### Composition depuis 2015
Le nouveau canton d'Attigny était composé de quatre-vingt-une communes à sa création.
À la suite du décret du 5 mars 2020, la commune nouvelle de Vouziers est entièrement rattachée au Canton de Vouziers.
| Nom                             | Code Insee | Intercommunalité             | Superficie (km2) | Population (dernière pop. légale) | Densité (hab./km2) | Modifier                                    |
| ------------------------------- | ---------- | ---------------------------- | ---------------- | --------------------------------- | ------------------ | ------------------------------------------- |
| Attigny (bureau centralisateur) | 08025      | CC des Crêtes Préardennaises | 11,46            | 1 106 (2022)                      | 97                 | modifier les données · modifier les données |
| Alland'Huy-et-Sausseuil         | 08006      | CC des Crêtes Préardennaises | 8,71             | 272 (2022)                        | 31                 | modifier les données · modifier les données |
| Apremont                        | 08017      | CC de l'Argonne Ardennaise   | 12,86            | 120 (2022)                        | 9,3                | modifier les données · modifier les données |
| Ardeuil-et-Montfauxelles        | 08018      | CC de l'Argonne Ardennaise   | 4,28             | 79 (2022)                         | 18                 | modifier les données · modifier les données |
| Aure                            | 08031      | CC de l'Argonne Ardennaise   | 12,72            | 38 (2022)                         | 3,0                | modifier les données · modifier les données |
| Autry                           | 08036      | CC de l'Argonne Ardennaise   | 16,34            | 95 (2022)                         | 5,8                | modifier les données · modifier les données |
| Beffu-et-le-Morthomme           | 08056      | CC de l'Argonne Ardennaise   | 5,49             | 39 (2022)                         | 7,1                | modifier les données · modifier les données |
| Bouconville                     | 08074      | CC de l'Argonne Ardennaise   | 15,21            | 57 (2022)                         | 3,7                | modifier les données · modifier les données |
| Bourcq                          | 08077      | CC de l'Argonne Ardennaise   | 9,85             | 51 (2022)                         | 5,2                | modifier les données · modifier les données |
| Brécy-Brières                   | 08082      | CC de l'Argonne Ardennaise   | 8,68             | 76 (2022)                         | 8,8                | modifier les données · modifier les données |
| Cauroy                          | 08092      | CC de l'Argonne Ardennaise   | 17,46            | 187 (2022)                        | 11                 | modifier les données · modifier les données |
| Challerange                     | 08097      | CC de l'Argonne Ardennaise   | 11,13            | 423 (2022)                        | 38                 | modifier les données · modifier les données |
| Champigneulle                   | 08098      | CC de l'Argonne Ardennaise   | 7,73             | 53 (2022)                         | 6,9                | modifier les données · modifier les données |
| Charbogne                       | 08103      | CC des Crêtes Préardennaises | 9,06             | 219 (2022)                        | 24                 | modifier les données · modifier les données |
| Chardeny                        | 08104      | CC de l'Argonne Ardennaise   | 5,02             | 57 (2022)                         | 11                 | modifier les données · modifier les données |
| Chatel-Chéhéry                  | 08109      | CC de l'Argonne Ardennaise   | 16,08            | 129 (2022)                        | 8,0                | modifier les données · modifier les données |
| Chevières                       | 08120      | CC de l'Argonne Ardennaise   | 6,17             | 46 (2022)                         | 7,5                | modifier les données · modifier les données |
| Chuffilly-Roche                 | 08123      | CC des Crêtes Préardennaises | 7,67             | 65 (2022)                         | 8,5                | modifier les données · modifier les données |
| Condé-lès-Autry                 | 08128      | CC de l'Argonne Ardennaise   | 7,97             | 64 (2022)                         | 8,0                | modifier les données · modifier les données |
| Contreuve                       | 08130      | CC de l'Argonne Ardennaise   | 11,02            | 85 (2022)                         | 7,7                | modifier les données · modifier les données |
| Cornay                          | 08131      | CC de l'Argonne Ardennaise   | 10,94            | 67 (2022)                         | 6,1                | modifier les données · modifier les données |
| Coulommes-et-Marqueny           | 08134      | CC des Crêtes Préardennaises | 11,99            | 75 (2022)                         | 6,3                | modifier les données · modifier les données |
| Dricourt                        | 08147      | CC de l'Argonne Ardennaise   | 7,12             | 71 (2022)                         | 10,0               | modifier les données · modifier les données |
| Écordal                         | 08151      | CC des Crêtes Préardennaises | 12,89            | 290 (2022)                        | 22                 | modifier les données · modifier les données |
| Exermont                        | 08161      | CC de l'Argonne Ardennaise   | 18,29            | 33 (2022)                         | 1,8                | modifier les données · modifier les données |
| Falaise                         | 08164      | CC de l'Argonne Ardennaise   | 9,52             | 342 (2022)                        | 36                 | modifier les données · modifier les données |
| Fléville                        | 08171      | CC de l'Argonne Ardennaise   | 7,89             | 93 (2022)                         | 12                 | modifier les données · modifier les données |
| Givry                           | 08193      | CC des Crêtes Préardennaises | 11,93            | 266 (2022)                        | 22                 | modifier les données · modifier les données |
| Grandham                        | 08197      | CC de l'Argonne Ardennaise   | 5,91             | 36 (2022)                         | 6,1                | modifier les données · modifier les données |
| Grandpré                        | 08198      | CC de l'Argonne Ardennaise   | 42,54            | 506 (2022)                        | 12                 | modifier les données · modifier les données |
| Grivy-Loisy                     | 08200      | CC de l'Argonne Ardennaise   | 11,56            | 183 (2022)                        | 16                 | modifier les données · modifier les données |
| Guincourt                       | 08204      | CC des Crêtes Préardennaises | 5,31             | 74 (2022)                         | 14                 | modifier les données · modifier les données |
| Hauviné                         | 08220      | CC de l'Argonne Ardennaise   | 14,55            | 320 (2022)                        | 22                 | modifier les données · modifier les données |
| Jonval                          | 08238      | CC des Crêtes Préardennaises | 2,53             | 89 (2022)                         | 35                 | modifier les données · modifier les données |
| Lametz                          | 08244      | CC des Crêtes Préardennaises | 9,46             | 76 (2022)                         | 8,0                | modifier les données · modifier les données |
| Lançon                          | 08245      | CC de l'Argonne Ardennaise   | 8,24             | 31 (2022)                         | 3,8                | modifier les données · modifier les données |
| Leffincourt                     | 08250      | CC de l'Argonne Ardennaise   | 18,02            | 189 (2022)                        | 10                 | modifier les données · modifier les données |
| Liry                            | 08256      | CC de l'Argonne Ardennaise   | 12,69            | 89 (2022)                         | 7,0                | modifier les données · modifier les données |
| Longwé                          | 08259      | CC de l'Argonne Ardennaise   | 10,78            | 66 (2022)                         | 6,1                | modifier les données · modifier les données |
| Machault                        | 08264      | CC de l'Argonne Ardennaise   | 16,58            | 492 (2022)                        | 30                 | modifier les données · modifier les données |
| Manre                           | 08271      | CC de l'Argonne Ardennaise   | 18,50            | 105 (2022)                        | 5,7                | modifier les données · modifier les données |
| Marcq                           | 08274      | CC de l'Argonne Ardennaise   | 10,61            | 89 (2022)                         | 8,4                | modifier les données · modifier les données |
| Marquigny                       | 08278      | CC des Crêtes Préardennaises | 6,65             | 74 (2022)                         | 11                 | modifier les données · modifier les données |
| Mars-sous-Bourcq                | 08279      | CC de l'Argonne Ardennaise   | 4,73             | 62 (2022)                         | 13                 | modifier les données · modifier les données |
| Marvaux-Vieux                   | 08280      | CC de l'Argonne Ardennaise   | 11,61            | 70 (2022)                         | 6,0                | modifier les données · modifier les données |
| Mont-Saint-Martin               | 08308      | CC de l'Argonne Ardennaise   | 13,95            | 88 (2022)                         | 6,3                | modifier les données · modifier les données |
| Mont-Saint-Remy                 | 08309      | CC de l'Argonne Ardennaise   | 7,55             | 53 (2022)                         | 7,0                | modifier les données · modifier les données |
| Montcheutin                     | 08296      | CC de l'Argonne Ardennaise   | 9,64             | 111 (2022)                        | 12                 | modifier les données · modifier les données |
| Monthois                        | 08303      | CC de l'Argonne Ardennaise   | 11,98            | 396 (2022)                        | 33                 | modifier les données · modifier les données |
| Mouron                          | 08310      | CC de l'Argonne Ardennaise   | 6,40             | 74 (2022)                         | 12                 | modifier les données · modifier les données |
| Neuville-Day                    | 08321      | CC des Crêtes Préardennaises | 7,68             | 170 (2022)                        | 22                 | modifier les données · modifier les données |
| Olizy-Primat                    | 08333      | CC de l'Argonne Ardennaise   | 21,35            | 224 (2022)                        | 10                 | modifier les données · modifier les données |
| Pauvres                         | 08338      | CC de l'Argonne Ardennaise   | 12,64            | 198 (2022)                        | 16                 | modifier les données · modifier les données |
| Quilly                          | 08351      | CC de l'Argonne Ardennaise   | 5,49             | 66 (2022)                         | 12                 | modifier les données · modifier les données |
| Rilly-sur-Aisne                 | 08364      | CC des Crêtes Préardennaises | 3,44             | 124 (2022)                        | 36                 | modifier les données · modifier les données |
| La Sabotterie                   | 08374      | CC des Crêtes Préardennaises | 3,64             | 128 (2022)                        | 35                 | modifier les données · modifier les données |
| Saint-Clément-à-Arnes           | 08378      | CC de l'Argonne Ardennaise   | 10,13            | 109 (2022)                        | 11                 | modifier les données · modifier les données |
| Saint-Étienne-à-Arnes           | 08379      | CC de l'Argonne Ardennaise   | 29,56            | 245 (2022)                        | 8,3                | modifier les données · modifier les données |
| Saint-Juvin                     | 08383      | CC de l'Argonne Ardennaise   | 9,40             | 100 (2022)                        | 11                 | modifier les données · modifier les données |
| Saint-Lambert-et-Mont-de-Jeux   | 08384      | CC des Crêtes Préardennaises | 10,74            | 130 (2022)                        | 12                 | modifier les données · modifier les données |
| Saint-Loup-Terrier              | 08387      | CC des Crêtes Préardennaises | 15,30            | 179 (2022)                        | 12                 | modifier les données · modifier les données |
| Saint-Morel                     | 08392      | CC de l'Argonne Ardennaise   | 12,04            | 181 (2022)                        | 15                 | modifier les données · modifier les données |
| Saint-Pierre-à-Arnes            | 08393      | CC de l'Argonne Ardennaise   | 8,41             | 66 (2022)                         | 7,8                | modifier les données · modifier les données |
| Sainte-Marie                    | 08390      | CC de l'Argonne Ardennaise   | 5,57             | 78 (2022)                         | 14                 | modifier les données · modifier les données |
| Sainte-Vaubourg                 | 08398      | CC des Crêtes Préardennaises | 6,91             | 83 (2022)                         | 12                 | modifier les données · modifier les données |
| Saulces-Champenoises            | 08401      | CC des Crêtes Préardennaises | 22,64            | 221 (2022)                        | 9,8                | modifier les données · modifier les données |
| Savigny-sur-Aisne               | 08406      | CC de l'Argonne Ardennaise   | 10,41            | 350 (2022)                        | 34                 | modifier les données · modifier les données |
| Séchault                        | 08407      | CC de l'Argonne Ardennaise   | 10,86            | 60 (2022)                         | 5,5                | modifier les données · modifier les données |
| Semide                          | 08410      | CC de l'Argonne Ardennaise   | 37,04            | 173 (2022)                        | 4,7                | modifier les données · modifier les données |
| Semuy                           | 08411      | CC des Crêtes Préardennaises | 3,97             | 87 (2022)                         | 22                 | modifier les données · modifier les données |
| Senuc                           | 08412      | CC de l'Argonne Ardennaise   | 13,58            | 152 (2022)                        | 11                 | modifier les données · modifier les données |
| Sommerance                      | 08425      | CC de l'Argonne Ardennaise   | 5,18             | 48 (2022)                         | 9,3                | modifier les données · modifier les données |
| Sugny                           | 08431      | CC de l'Argonne Ardennaise   | 6,11             | 94 (2022)                         | 15                 | modifier les données · modifier les données |
| Suzanne                         | 08433      | CC des Crêtes Préardennaises | 6,45             | 56 (2022)                         | 8,7                | modifier les données · modifier les données |
| Tourcelles-Chaumont             | 08455      | CC de l'Argonne Ardennaise   | 4,81             | 87 (2022)                         | 18                 | modifier les données · modifier les données |
| Tourteron                       | 08458      | CC des Crêtes Préardennaises | 8,83             | 178 (2022)                        | 20                 | modifier les données · modifier les données |
| Vaux-Champagne                  | 08462      | CC des Crêtes Préardennaises | 10,78            | 141 (2022)                        | 13                 | modifier les données · modifier les données |
| Vaux-lès-Mouron                 | 08464      | CC de l'Argonne Ardennaise   | 2,10             | 78 (2022)                         | 37                 | modifier les données · modifier les données |
| Voncq                           | 08489      | CC des Crêtes Préardennaises | 19,87            | 211 (2022)                        | 11                 | modifier les données · modifier les données |
| Canton d'Attigny                | 0801       |                              | 880,20           | 11 788 (2022)                     | 13                 | modifier les données                        |

## Démographie

### Démographie avant 2015
| 1962  | 1968  | 1975  | 1982  | 1990  | 1999  | 2006  | 2011  | 2012  |
| ----- | ----- | ----- | ----- | ----- | ----- | ----- | ----- | ----- |
| 4 267 | 3 938 | 3 615 | 3 212 | 3 091 | 3 023 | 3 046 | 3 155 | 3 148 |

### Démographie depuis 2015
En 2022, le canton comptait 11 788 habitants, en évolution de −5,97 % par rapport à 2016 (Ardennes : −2,97 %, France hors Mayotte : +2,11 %).
| 2013   | 2018   | 2022   |
| ------ | ------ | ------ |
| 12 691 | 12 429 | 11 788 |